# Анджеј Вајда
Анджеј Витолд Вајда (пољ. Andrzej Witold Wajda; Сувалки, 6. март 1926 — Варшава, 9. октобар 2016) био је пољски филмски режисер, продуцент и сценариста. Вероватно је најпознатији припадник „пољске филмске школе”.

## Филмови
Теме његових филмова углавном су биле везане за политичке и друштвене прилике у Пољској. Познат је по својој трилогији ратних филмова: Покољење (1954), Канал (1956) и Пепео и дијаманти (1958).
Четири његова филма су номинована за Оскар за најбољи страни филм: Обећана земља (1975), Госпођице из Вилка (1978), Човек од гвожђа (1981) и Катин (2007).
1962. режирао је филм Сибирска леди Магбет у заједничкој пољско/југословенској продукцији са Оливером Марковић и Љубом Тадићем у главним улогама.
Последњи филм који је Вајда режирао носи наслов Накнадне слике (пољ. Powidoki) где је приказао односе између тоталитаризма и уметности, егзистенцијалне љутње и патње. Овај филм био је још један Вајдин допринос бољем разумевању друштвене реалности и историје која бележи и жестоке државне интервенције у уметности.

## Награде
- 1981 — Златна палма за филм Човек од гвожђа.[4]
- 1998 — Златни лав, почасна награда Венецијанског фестивала.[5]
- 1999 — Оскар за животно дело.[6]
- 2006 — Златни медвед за животно дело, почасна награда Берлинског фестивала.[7]
- 2008 — Орден кнеза Јарослава мудрог (Украјина).
- 2010 — Орден пријатељста Руске федерације.[8]
- 2010 — Орден Данице Хрватске.